# جیانگدو
جیانگدو (به لاتین: Jiangdu District) یک سکونتگاه مسکونی در جمهوری خلق چین است که در یانگژو واقع شده‌است.